# Fondation Royaumont
 (mars 2023).
La Fondation Royaumont (Goüin-Lang) pour le progrès des Sciences de l'Homme est une fondation privée française à vocation culturelle. Elle a son siège dans les bâtiments de l'ancienne abbaye cistercienne de Royaumont.
La fondation est l'un des huit membres fondateurs de la Fédération des ensembles vocaux et instrumentaux spécialisés (FEVIS), créé en 1999.

## Histoire

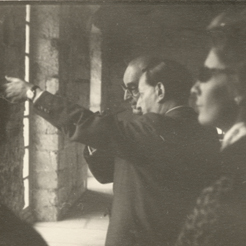
Henry Goüin et André Malraux à Royaumont.

En 1936, Henry Goüin lance les premiers concerts publics à l'abbaye de Royaumont, propriété familiale. Le succès de ceux-ci le pousse à faire de l'ancienne abbaye un centre d'accueil pour artistes : il inaugure ainsi le « Foyer de Royaumont, lieu de travail et de repos pour artistes et intellectuels » le 15 mai 1938, en présence de nombreuses personnalités du monde des arts et des lettres, et crée l'Association du Foyer de l’abbaye de Royaumont cette même année, avec « pour but de favoriser le culte des valeurs intellectuelles, spirituelles et artistiques et de développer les échanges entre intellectuels et artistes de tous pays ». Il entreprend également les travaux nécessaires permettant le confort élémentaire à l'accueil des résidents. La guerre met un terme prématuré à cette première initiative. Dans l’immédiat après-guerre, des artistes et intellectuels revenus de détention ou de déportation sont accueillis dans l'abbaye. En 1947, Henry Goüin fait renaître l’ancien Foyer de Royaumont sous l’appellation de Centre culturel international de Royaumont et organise les premiers cycles des Entretiens de Royaumont, puis en 1953, de Cercle culturel de Royaumont (sous la direction de Gilbert Gadoffre). II prend le relais des Décades de Pontigny et rachète en 1949 la bibliothèque de Paul Desjardins. Le cercle culturel de Royaumont reçoit le diplôme Prestige de la France de Louis Armand, membre de l'Institut.
En 1964, Henry et Isabel Goüin, avec l'appui d'André Malraux, créent la Fondation Royaumont (Goüin-Lang) pour le progrès des Sciences de l'Homme et lui transfèrent la propriété de l'abbaye en donation. C'est la première fondation privée à but culturel voyant le jour en France. Elle est reconnue d'utilité publique par décret du 18 janvier 1964.
Son ambition est philanthropique et pacifique, partant de l'hypothèse que l'étude de l'homme sous tous ses aspects et par les différentes disciplines scientifiques permettrait un jour de mettre un terme aux haines, fanatismes, luttes de classe, révolutions et guerres. Après une interruption des « rencontres » de 1968 à 1971, se met en place une évolution vers une réflexion sur la biologie et l'anthropologie.

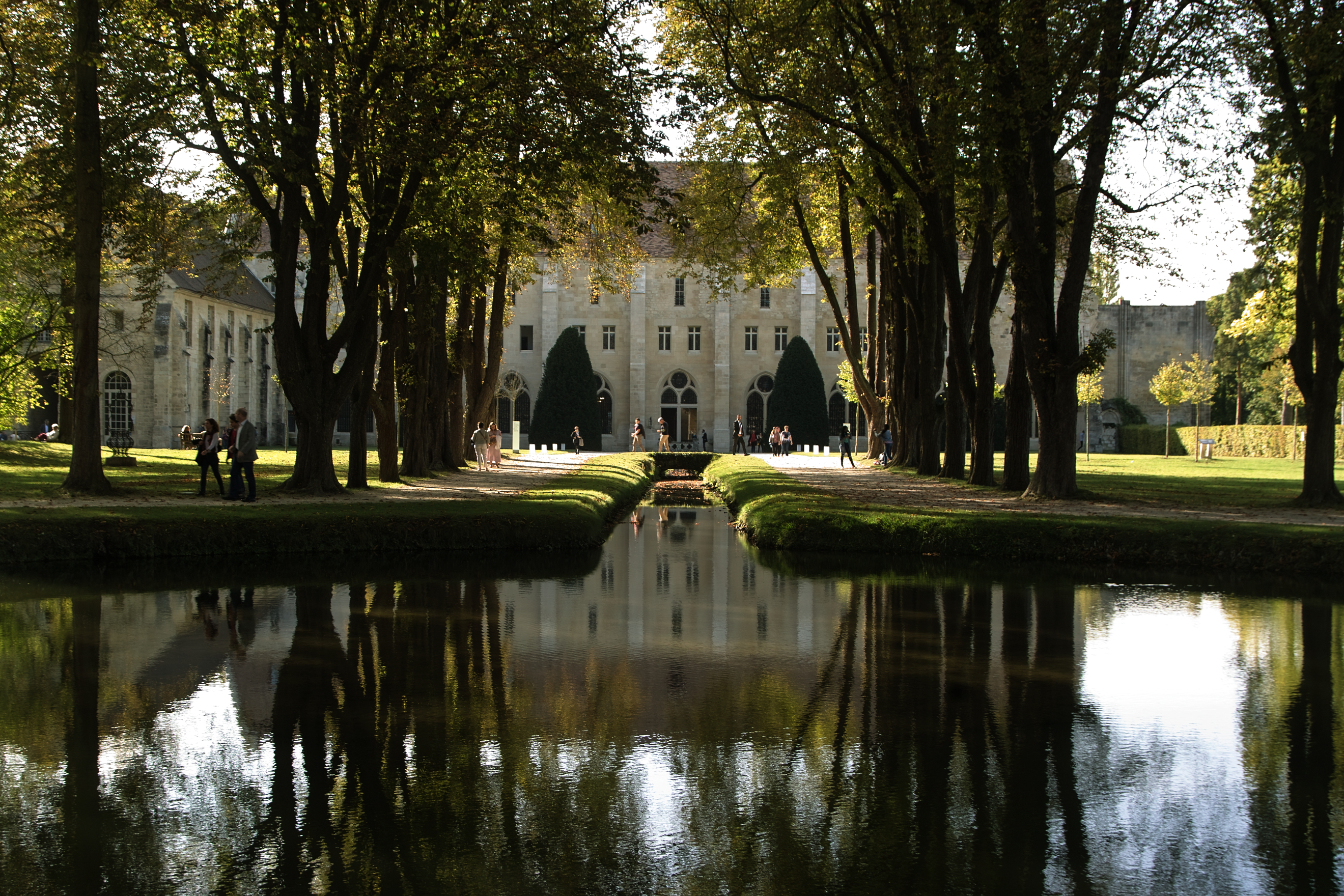
L'abbaye de Royaumont, propriété de la Fondation Royaumont.

Chargée en premier lieu de conserver le monument historique, la fondation élabore des programmes de formation, de recherche et de création. C'est d'abord, dans les années 1970, autour de la réflexion sur la biologie et l'anthropologie, à laquelle ont participé François Jacob, Jacques Monod ou Edgar Morin, que s'organisent ses activités. Le « Centre Royaumont pour une Science de l'Homme » voit donc le jour en 1972, avant d'être intégré dans l'École pratique des hautes études deux ans plus tard.
Après la disparition d'Henri Goüin en 1977, un déclin s'annonce, et une nouvelle vocation culturelle est recherchée avec le conseil général du Val-d'Oise, désireux de permettre le maintien des activités : les fonds propres de la Fondation sont insuffisants pour poursuivre l'œuvre des deux mécènes sur le long terme. À l'instigation de son nouveau directeur, Francis Maréchal, la fondation se réorganise autour du thème de la musique vocale tout en diversifiant ses activités dans les domaines de la musique, de la poésie, de la danse contemporaine, de la préservation du patrimoine et des projets artistiques pluridisciplinaires. Aujourd'hui, la musique et la danse ont pris une place prépondérante, laissant de côté la littérature et la poésie. Un service hôtelier complète ces activités et accueille séminaires et colloques permettant de financer en partie l'entretien de l'ensemble. Elle est membre de l'Association des Centres culturels de rencontre en France et en Europe (ACCR).

### Présidents

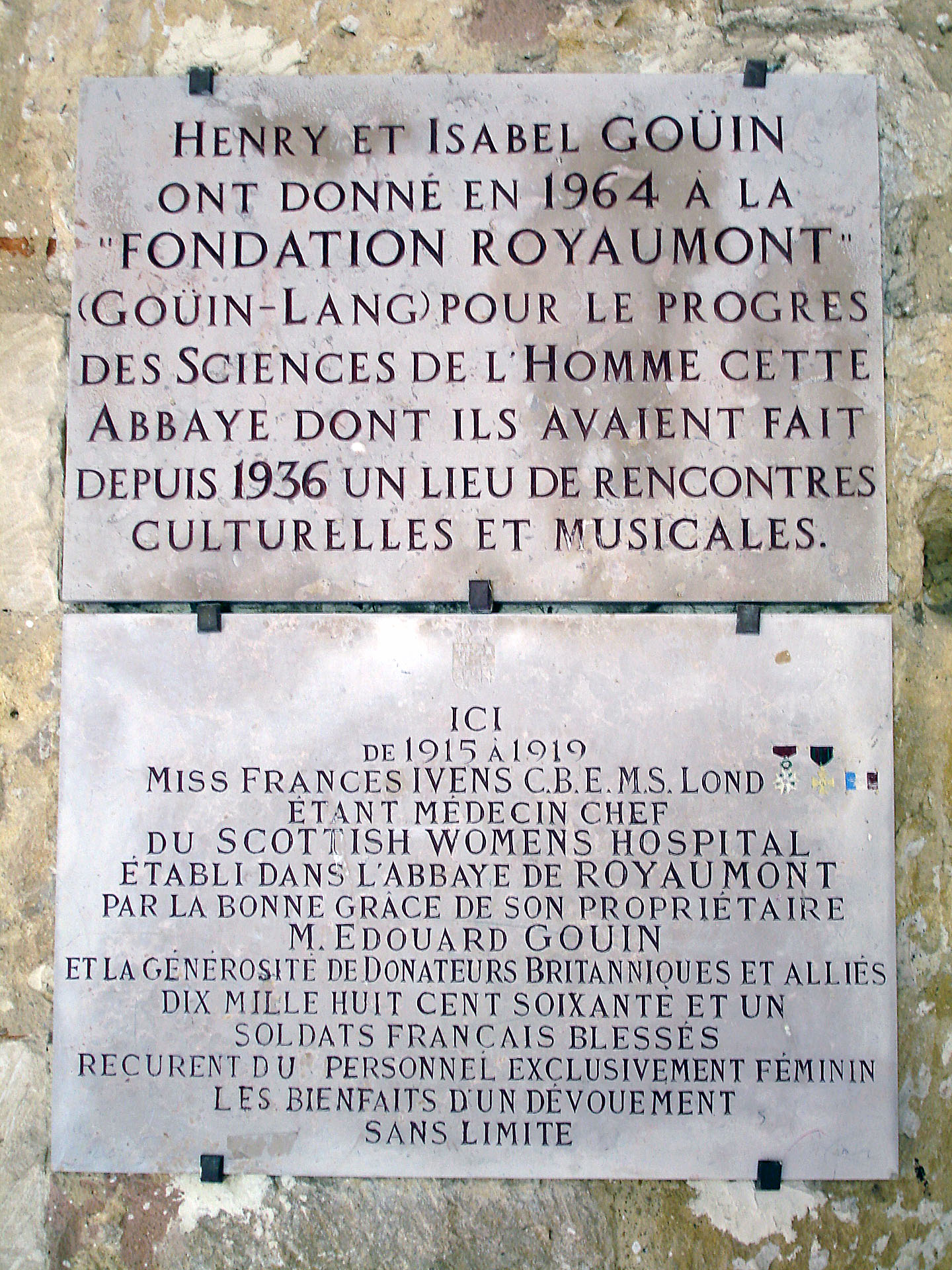
Plaques commémoratives dans le passage-parloir.

- 1964-1977 : Henry Goüin
- 1977-1982 : Jean Laloy
- 1982-1991 : Jean-Eudes Roullier
- 1993-1997 : Bernard Lathière
- 1999-2007 : Emmanuel d'André
- 2007- : Aldo Cardoso

## Les activités

### La musique
Le 12 juin 1971 la fondation accueille le groupe de rock progressif Pink Floyd pour un concert unique.
Après la mort d'Henri Goüin en 1977, la musique vocale devient le fer de lance de la Fondation, en renouant avec les origines des activités culturelles : l'abbaye avait déjà accueilli des séries de concerts pendant les étés de 1936-1938 et hébergé de jeunes artistes. En 1978, est créé le « Centre de la Voix », dont la vocation est tant la formation et la recherche que la création dans le domaine vocal. Au cours des années, les activités se développent autour de la musique vocale, la musique contemporaine, la musique médiévale, les musiques orales et improvisées. En 1984, Marcel Pérès crée à Royaumont le « Centre de Recherche sur l'interprétation des musiques médiévales ». À partir de 1990, l'ensemble orchestral baroque Il Seminario musicale, dirigé par le contre-ténor Gérard Lesne, est accueilli en résidence ; d'autres ensembles sont invités par la suite. Les programmes de formation, de création et de recherche sont conçus prioritairement pour de jeunes artistes professionnels qui séjournent à Royaumont : chanteurs, instrumentistes, danseurs, créateurs, compositeurs, chorégraphes. Des mesures d'insertion professionnelle complètent le programme. Pour assurer la diffusion des créations des jeunes artistes en résidence, la fondation propose chaque année une saison musicale de concerts publics principalement consacrés à la musique ancienne, à la musique baroque et aux musiques contemporaines.

### La poésie contemporaine
En 1983 est créé le « Centre littéraire », sous l'impulsion de Jean Gattegno, alors directeur du livre au ministère de la Culture, et de Francis Maréchal, directeur-général de la fondation. Le centre est confié au poète Bernard Noël qui conçoit notamment un important programme de séminaires de traduction collective de poésie, afin de rendre disponibles en français les poésies contemporaines d'autres langues. Le principe était qu'un poète étranger soit invité à la fondation pendant cinq jours, durant lesquels un groupe d'écrivains français se réunissait autour de lui dans la bibliothèque de l'abbaye, avec une personne chargée de la traduction littérale, afin de traduire collectivement et de recréer en français un ensemble de ses poèmes.
De 1983 à 2000, sous la houlette de Bernard Noël, puis celle de Rémy Hourcade, le Centre littéraire, rebaptisé « Centre de Poésie & Traduction », a organisé cinquante-deux séminaires de traduction consacrés à quatre-vingt-dix poètes de trente-cinq nationalités et vingt-deux langues différentes. Dans les années 1990, les poètes Emmanuel Hocquard et Claude Esteban œuvrent comme conseillers aux côtés de Rémy Hourcade, le premier pour la poésie américaine, le second pour tous les autres champs de la poésie contemporaine. Ces séminaires ont fait l'objet de publications aux éditions Royaumont puis aux éditions Créaphis, et une anthologie de toutes les traductions a été publiée en 2000 : A Royaumont. Traduction collective 1983-2000. Une anthologie de poésie contemporaine, éditions Créaphis. Aujourd'hui, la littérature et la poésie n'entrent plus dans la programmation de la Fondation. Le volet de la poésie orale a été intégré dans le pôle des projets pluridisciplinaires.

### Les projets pluridisciplinaires
Ces projets représentent un volet complémentaire par rapport aux activités autour de la musique et de la danse qui sont au cœur de la programmation de la Fondation. Instaurés en 2003, ils s'adressent sur un plan général aux artistes venus d'horizons divers n'ayant pas l'habitude de travailler avec des représentants d'autres disciplines : compositeurs, metteurs en scène, vidéastes, chercheurs travaillant sur la poésie orale… Concrètement, la Fondation organise le plus souvent des rencontres d'artistes issus de deux disciplines différentes seulement, dont elle attend l'élaboration d'un projet commun en dehors de toute contrainte. Dans une première phase, une réflexion commune est engagée, et dans une deuxième phase, la conception d'un projet est entamée, aboutissant sur sa mise en œuvre ou bien sur son abandon. Il peut s'agir de formes d'expressions artistiques les plus diverses ou même d'œuvres d'art sous la forme d'objets. Le but de cette démarche est d'inventer de nouvelles formes d'expression artistique, caractérisées comme « petites formes » par la Fondation, et qui peuvent être introduites dans le spectacle « vivant » sur scène. Les rencontres peuvent être centrés sur un thème fédérateur faisant référence au lieu, comme le silence dans une abbaye, le langage du paysage, ou le patrimoine. Selon les cas, des scientifiques sont invités à participer, mais dans tous les cas, une expérience dans le champ artistique est censée résulter du projet.

## Bibliothèque musicale François-Lang
Constituée par le pianiste François Lang - frère de la fondatrice - avant la Seconde Guerre mondiale, cette grande collection privée de musique en France rassemble près de 1300 titres, manuscrits et imprimés, allant du XVIe au XXe siècle. Citons les manuscrits musicaux et lettres autographes de Fauré, Debussy, Berlioz, Weber et Liszt, ou encore la partition annotée de Pelléas et Melisande de Debussy, sans oublier les partitions d’origine des grands compositeurs baroques de la musique française comme François Couperin et Rameau et de l’école romantique allemande, de Beethoven à Schubert et Schumann.

## Comité Henry Goüin
Le Comité Henry Goüin, créé en 1992, est un club d'entreprises mécènes auprès de la Fondation Royaumont.